# ジャクリーヌ・ロバン
- ジャクリーヌ・ボノー
- ジャクリーヌ・ロバン＝ボノー

ジャクリーヌ・ロバン（Jacqueline Robin, 1917年12月11日 - 2007年2月3日）は、フランスのピアノ奏者。

## 経歴
1917年、ドルドーニュ県サンタスティエ生まれ。幼少時よりアマチュア音楽家だった母から音楽の手ほどきを受け、10歳の時にパリ音楽院に入学。ヴィクトル・スタウプとアベル・エスティールにピアノ、ジャン・ギャロンに和声、ノエル・ギャロンに対位法、マックス・ドローヌに室内楽を学ぶ。1936年にピアノで、1937年に和声、1938年にピアノ伴奏法、1939年に対位法と室内楽のそれぞれでプルミエ・プリを取得して卒業した。
1945年からジュヌヴィエーヴ・ジョワとピアノ・デュオを組む。1940年に作曲家のポール・ボノーと結婚したが、1959年に離婚している。
2007年にタヴェルニーにて脳卒中の後遺症のために死去。